# The Greatest (Michelle Williams)
The Greatest è un singolo della cantante statunitense Michelle Williams, pubblicato nel 2008 ed estratto dal suo terzo album in studio Unexpected.

## Tracce
- Download digitale

1. The Greatest – 3:32